# Leptohyphes brevissimus
Leptohyphes brevissimus är en dagsländeart som beskrevs av Eaton 1892. Leptohyphes brevissimus ingår i släktet Leptohyphes och familjen Leptohyphidae. Inga underarter finns listade i Catalogue of Life.